# 胱抑素
胱抑素（英语：Cystatin），是个半胱氨酸蛋白酶抑制剂家族，它们具有序列同源性和位于反平行β折叠顶部的α螺旋的共同三级结构。该家族被细分如下所述。
胱抑素与胎球蛋白、激肽原、富含组氨酸的糖蛋白和胱抑素相关蛋白质具有相似性。胱抑素主要抑制属于肽酶家族C1（木瓜蛋白酶家族）和C13（豆荚蛋白家族）的肽酶（蛋白酶的另一个术语）。众所周知，它们会错误折叠形成类淀粉蛋白沉积物，并与多种疾病有关。

## 种类
胱抑素家族包括：
- 1型胱抑素，是在细胞内的并存在于许多细胞类型的胞质溶胶中，但也可以显着浓度出现在体液中。它们是约100个残基的单链多肽，既没有二硫键也没有碳水化合物侧链。1型胱抑素也叫Stefin（以首次发现它们的Stefan研究所（英语：Jožef Stefan Institute）命名）[5]）
- 2型胱抑素，主要是细胞外分泌的多肽，主要是酸性的，含有四个已知形成两个二硫键的保守半胱氨酸残基，可能是糖基化和/或磷酸化的。它们是用19到28个残基的信号肽合成的。它们分布广泛，存在于大多数体液中。[來源請求]
- 3型胱抑素，是多域蛋白。该组的哺乳动物代表是激肽原。哺乳动物中存在三种不同的激肽原：H-（高分子质量，IPR002395）和 L-（低分子量）激肽原，存在于许多物种中，以及T-激肽原，仅存在于大鼠中。[來源請求]
- 未分类的胱抑素。这些是在一系列生物体中发现的胱抑素样蛋白：植物中的植物胱抑素、哺乳动物中的胎球蛋白、昆虫胱抑素和粉刺毒液胱抑素，可抑制MEROPS肽酶家族M12（astacin/响尾蛇金属内肽酶）的金属蛋白酶。此外，许多胱抑素样蛋白已被证明缺乏抑制活性。[來源請求]

### 人类胱抑素
- CST1、CST2、CST3、CST4、CST5、CST6、CST7、CST8、CST9、CST11、CSTA、CSTB[來源請求]

### 植物胱抑素
植物胱抑素具有特殊特性，可将其归类为称为植物胱抑素的特殊类别。一种是存在仅存在于植物胱抑素中的N端α螺旋。植物半胱氨酸蛋白酶参与多个过程，包括植物萌发和防御。van Wyk等人发现在大豆中发现了大约19种与水稻胱抑素-I相似的不同胱抑素以及相关的半胱氨酸蛋白酶。

## 阅读
- Cystatin: a protein that flips out! Interesting PDB structure article at PDBe （页面存档备份，存于）

- Lee C, Bongcam-Rudloff E, Sollner C, Jahnen-Dechent W, Claesson-Welsh L. . Frontiers in Bioscience. January 2009, 14 (14): 2911–22. PMID 19273244. doi:10.2741/3422.